# Червен горал
Червеният горал (Naemorhedus baileyi) е вид бозайник от семейство Кухороги (Bovidae). Видът е световно застрашен, със статут Уязвим.

## Разпространение и местообитание
Разпространен е в Индия, Китай и Мианмар.